# Rheas ringar

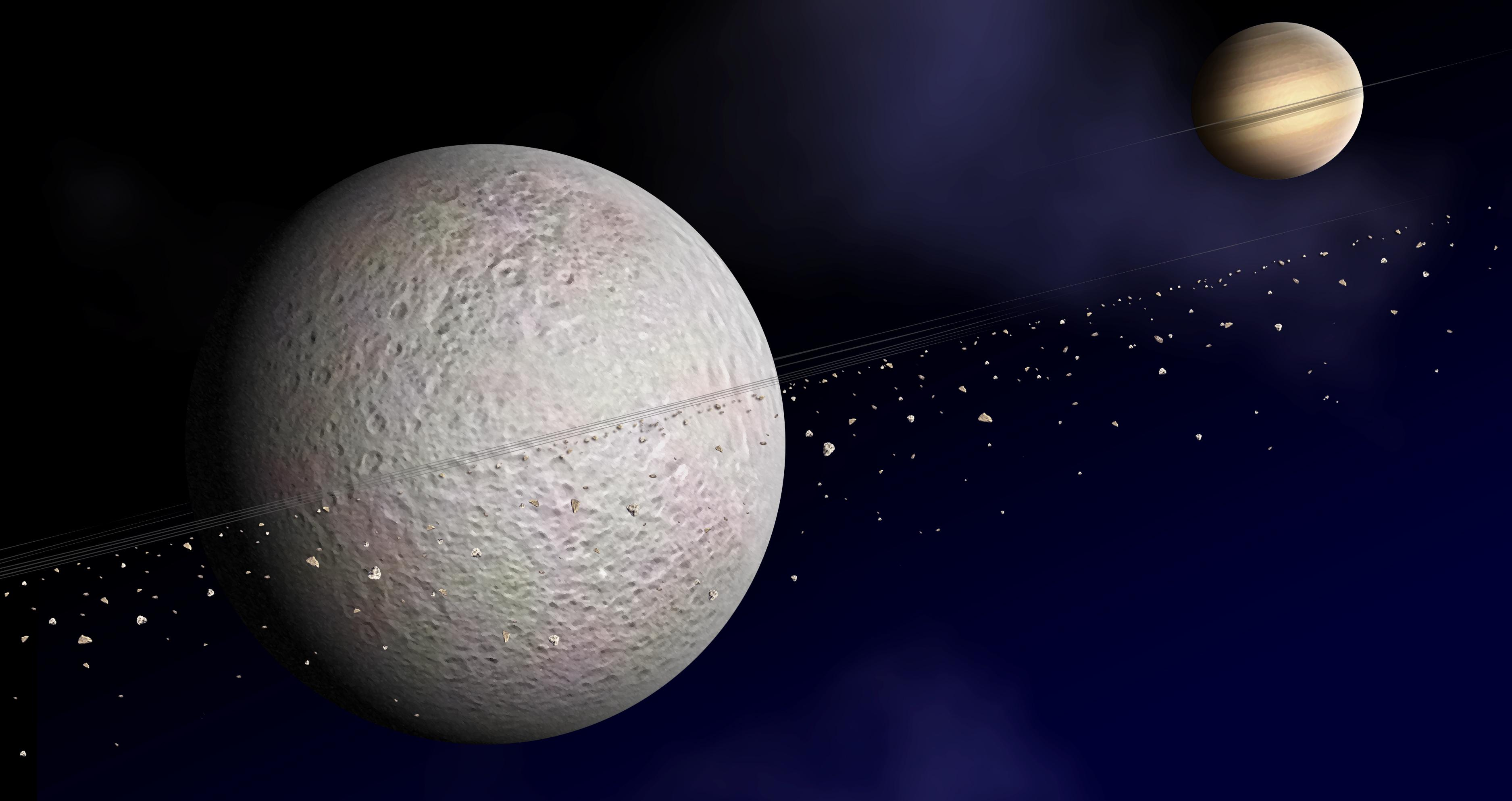
En konstnärs bild av Rheas ringar. Partikeltätheten har överdrivits..

Saturnusmånen Rhea kan ha ett svagt ringsystem bestående av tre smala relativt täta band inom en partikelskiva. Detta skulle i så fall vara den första upptäckten av ringar kring en måne. Den möjliga upptäckten annonserades i tidskriften Science den 6 mars 2008.
I november 2005 fann rymdsonden  Cassini en brist på energirika elektroner i Saturnus magnetosfär i närheten av Rhea. Enligt forskarlaget som gjorde upptäckten är den bästa förklaringen till mönstret att anta att elektronerna absorberas av fast material i form av en ekvatoriell skiva, som i sig innehåller flera tätare ringar eller bågar, med partiklar i storleksordningen kanske flera decimeter till ungefär en mater i diameter. Efterföljande sökande efter ringplanet från flera olika vinklar har genomförts med Cassinis "smalvinkelkamera" (NAC), men inga tecken på ringar har hittats, och i augusti 2010 rapporterade man att det var osannolikt att Rhea hade ringar, och att skälet till elektronbristsmönstret, som är unikt för Rhea, är okänt. Men en kedja av blåaktiga märken på Rheas yta längs dess ekvator antyder nedslag av ringmaterial och lämnar gåtan olöst.